# 先進戰術戰鬥機

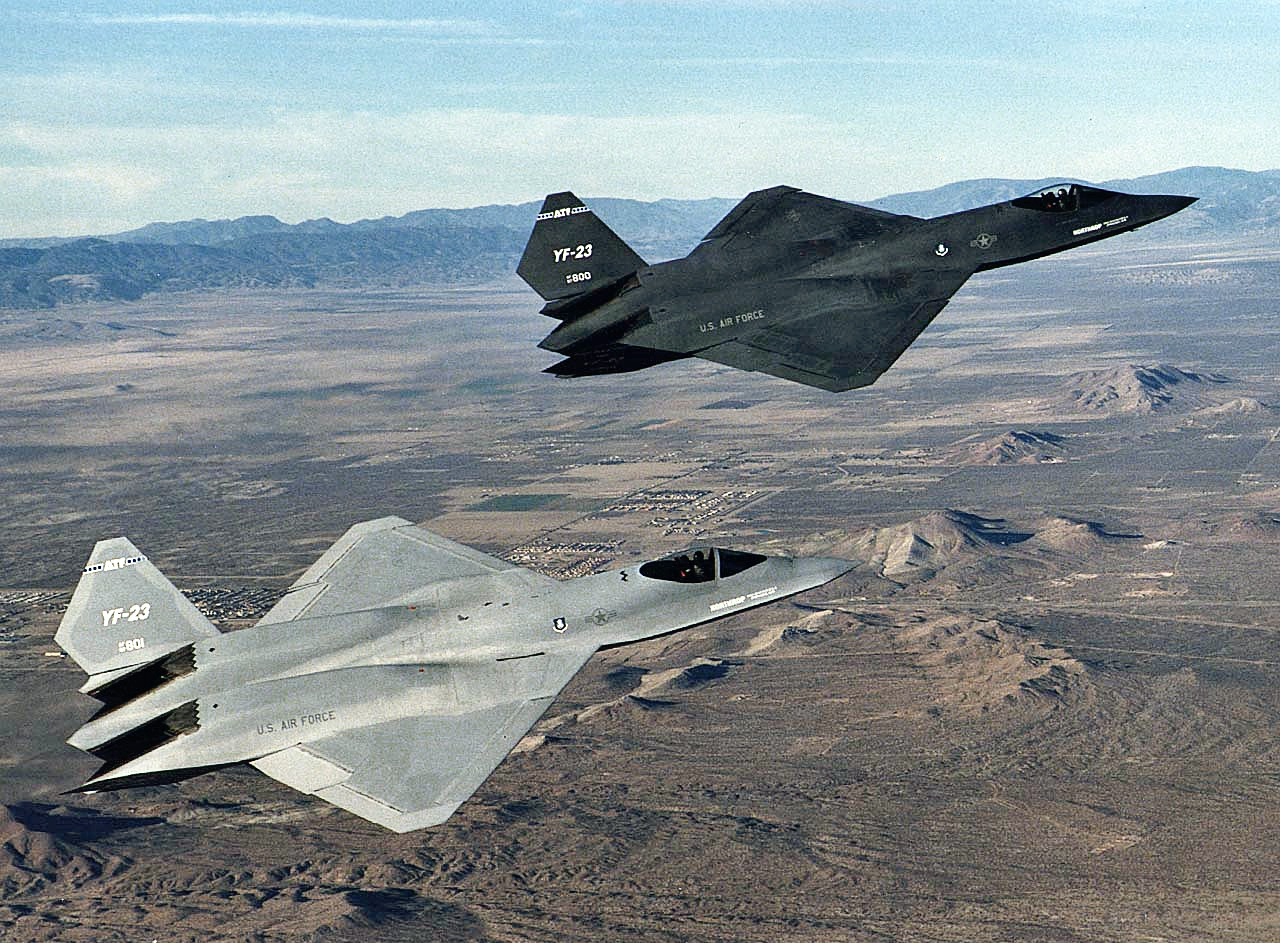
兩架YF-23原型機

先進戰術戰鬥機 （英語：Advanced Tactical Fighter，簡稱ATF）計劃是為美國空軍開發下一代空優戰鬥機，以對付新出現的全球威脅，並在戰鬥機性能上完全壓制前蘇聯的蘇-27戰鬥機。

## 開發歷史
在1971年，美國戰術空軍指揮部提出的下一代戰機的研發計劃。這個計劃帶動1970年代諸多的小型研究計畫，美國空軍原先打算於1977年到1981年之間以兩組原型機進行試飛，可惜因預算不足而取消。當年美國戰機的設計重點是對地攻擊為優先，對空戰僅要求有自衛能力。
到了1979年，美國空軍將對地攻擊和空戰性能的重要性提升到同一等級。
在1981年，美國空軍開始形成了對新的空優戰鬥機的要求，打算取代F-15的主力位置。在1981年6月，空軍出版了先進戰術戰鬥機的請求信息。國防承包商提供了設計概念，共同概念包括隱形技術、短距起落和超音速巡航 。 先進戰術戰鬥機計劃被認為將納入新技術，包括先進的合金和複合材料 ，先進的線傳操控飛行控制系統、高功率的推進系統和隱形技術。在上世紀80年代，美國海軍曾經考慮使用先進戰術戰鬥機的海軍版本。

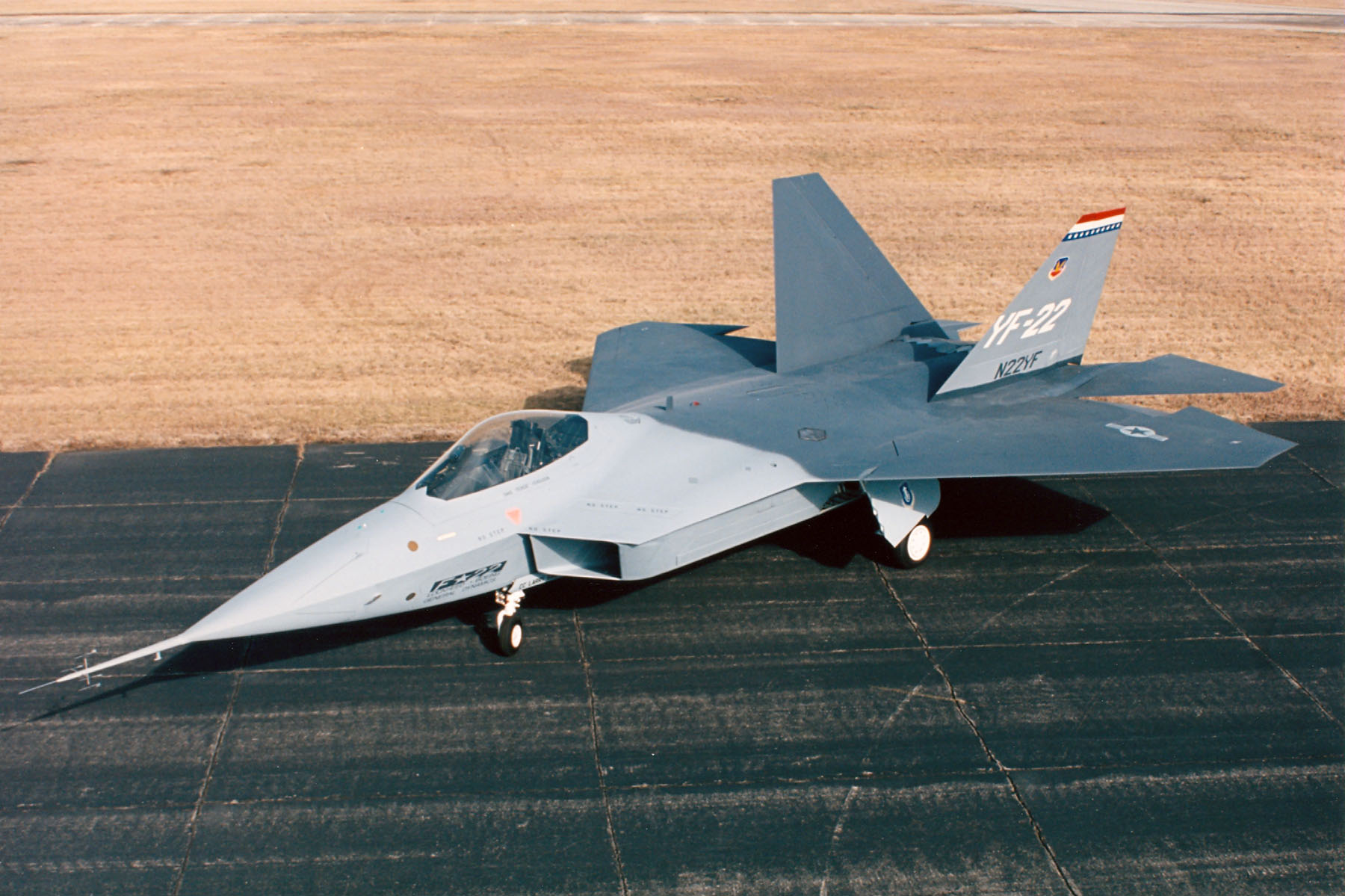
早期YF-22原型機

在1983年9月，七間機身製造商被授予研究合同，進一步界定機身的設計。到1984年後期，先進戰術戰鬥機計劃已經決定了戰鬥機的要求，戰鬥機最大起飛重量為50000磅，任務半徑為800英里，超音速巡航速度要有1.4至1.5馬赫，並能夠使用2000英尺的跑道起飛和降落。
於1985年，當局發表計劃的招標書。洛克希德公司和諾斯洛普公司被選定於1986年10月，進行50個月示範/驗證階段，最終飛行試驗的兩台原型，是YF-22和YF-23 。洛克希德、通用動力公司和波音公司達成一項協議，如果只有一個公司的設計被選中，餘下的公司亦會加入發展先進戰術戰鬥機計劃。諾斯洛普公司和麥道公司也有類似的協議。格魯門和洛克維爾沒有訂立合作協議，因此被排除在計劃之外。
每個設計都為示範/驗證階段建造了兩台原型機：一台使用通用電氣YF-120發動機，另一台使用普惠YF-119發動機。
在1991年4月，經過激烈的競爭後，使用普惠發動機的洛克希德YF-22原型機贏出。 YF-23是比YF-22更難被偵測和快，但YF-22則較靈活。 YF-22也被視為海軍版的先進戰術戰鬥機（英語：Navalized Advanced Tactical Fighter ， 縮寫NATF)，但在幾個月後，美國海軍就放棄了NATF計劃。
於1991年8月，洛克希德獲得了合同，得以開發和建造先進戰術戰鬥機。諾斯洛普公司的設計後來被洛克希德作出修改，計劃作為轟炸機使用，但這樣的建議最後並沒有實現。生產版本的YF-22，即F-22A猛禽於1997年4月9日，在喬治亞州的洛克希德分部正式公佈。並在1997年9月7日，進行了首次飛行。F-22A在2005年12月15日達到了初步作戰能力。
美國空軍最初計劃採購750架F-22A，經過兩次削減最後確定的採購187架。最後一批生產的F-22在2012年第二季交機。

## 重要時間表
- 1990年9月YF-22的原型機試飛。
- 1997年正式公佈F-22A猛禽。
- 2002年開始交付量產型飛機。
- 2005年形成初步作戰能力。

## 圖庫

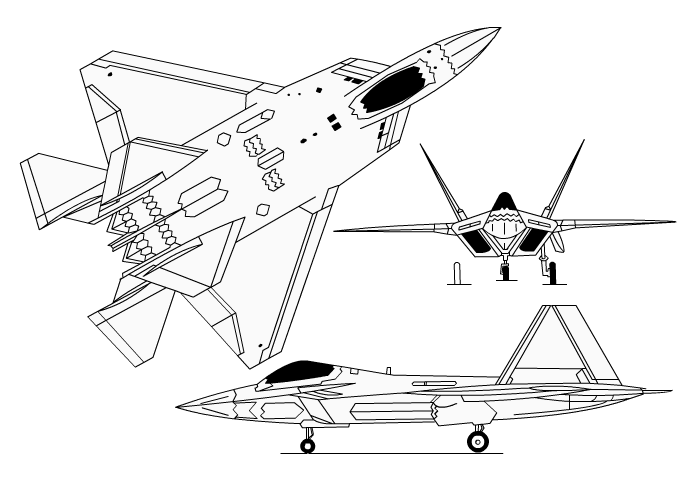
洛克希德YF-22三視圖

## 只要推力大，板砖也能飞上天
1998年，美国《Code One》杂志采访了该项目的洛克希德公司前项目经理巴特·奥斯本。提到当时洛克希德公司是以F-117作为隐身性能的设计蓝本，但F-117的气动布局不佳，对于问题的解决是靠强大的发动机推力来补偿，因此奥斯本给出以下的评述：
|    | 我们知道这个设计将存在严重的超音速问题，我们的设计可以超音速飞行，但一定蠢笨如猪。只要推力大，板砖也能飞上天。那时我们并不知道如何去分析曲面外形的隐身特性，软件还不够成熟，而且电脑的计算能力也不够，我们只能靠双手去分析问题。洛克希德已经确信，如果我们不能确定一种设计是隐身的，那么它就不可能实现隐身。直到1984年我们才在曲面分析上获得突破。 |
| —— | |

因此“只要推力大，板砖也能飞上天（ ，简称“力大砖飞”） ”被相关爱好者指代任何气动性能不足提供升力而靠强大的推力来支撑的飞行器或现象。

## 相关
- 联合打击战斗机计划

## 外部連結
- F-22計劃的歷史（页面存档备份，存于）
- YF-22 and YF-23 pages on jbaugher's page（页面存档备份，存于）